# Entyloma compositarum
Entyloma compositarum är en svampart som beskrevs av Farl. 1883. Entyloma compositarum ingår i släktet Entyloma och familjen Entylomataceae.   Inga underarter finns listade i Catalogue of Life.